# El tigre dels mars del Sud
El tigre dels mars del Sud (títol original en italià: Surcouf, l'eroe dei sette mari) és una pel·lícula franco-italo-espanyola dirigida per Sergio Bergonzelli i Roy Rowland i estrenada el 1966. Ha estat doblada al català.

## Argument
El tinent Robert Surcouf deixa Saint-Malo i Marie-Catherine, la seva estimada, el pare de la qual li nega la mà, per anar amb l'anglès que volta l'illa Maurici situada en l'oceà Índic. Victoriós i de tornada a França, és seduït per una anglesa, Margaret Carruthers, promesa a Lord Blackwood: Surcouf ha trobat qui serà el seu pitjor enemic…

## Repartiment
- Gérard Barray: Robert Surcouf
- Antonella Lualdi: Margaret Carruthers
- Terence Morgan: Lord Blackwood
- Geneviève Casile: Marie-Catherine
- Armand Mestral: el capità Hans
- George Rigaud: l'almirall français